# Nita French
Nita Margaret French, coniugata Burke (Ulverstone, 27 aprile 1937), è un'ex cestista australiana.

## Carriera
Con l'Australia ha disputato i Campionati del mondo del 1957, segnando 16 punti in 6 partite.